# 2007年4月阿爾及爾爆炸案
2007年4月阿爾及爾爆炸案發生于2007年4月11日阿爾及利亞首都阿爾及爾，兩輛汽車發動自殺式炸彈襲擊，爆炸造成33人死亡。其中一次爆炸的巨大沖擊力使阿爾及利亞總理的辦公總部在爆炸中嚴重損毀，死傷者眾多。爆炸產生的相聲甚至于在10公里之外都能聽見。另一次爆炸針對阿爾及爾市東郊國際機場旁邊的一處警察局。
基地組織在事后宣稱對爆炸案負責。

## 過程
第一次汽車炸彈襲擊針對的是總理辦公樓，造成超過12人死亡，118人受傷；第二次襲擊針對的是Bab Ezzouar區的一所警察局，造成超過11人死亡，14人受傷。马格里布基地组织宣稱對連環爆炸案負責，這個組織以其激進的萨拉非主义著稱。